# Bandeira da União da Europa Ocidental

A Bandeira da União da Europa Ocidental (UEO) é azul escura com um semi-círculo de dez estrelas amarelas de cinco pontas quebrado na parte superior com as letras em branco; WEU na horizontal e UEO na vertical, partilhando o E no meio. WEU é a abreviação em Inglês do nome da União, e UEO a abreviatura em Francês. A cor azul da bandeira deriva da Bandeira da União Europeia, no entanto, o número de estrelas é de dez, por ser esse o número de membros da UEO.

## Ligação externa
- UEO no Bandeiras do Mundo